# Agathis dammara
Espèce
Classification phylogénétique
Statut de conservation UICN

 VU A4cd : Vulnérable
Agathis dammara est un arbre gymnosperme de la famille des Araucariaceae originaire des régions tropicales d'Asie.

## Utilisation
La résine des arbres du genre Agathis, connue sous le nom de « copal de Manille », est récoltée commercialement. Elle entre dans la composition de nombreux produits tels laques, vernis, peintures, encens, etc.

## Synonymes

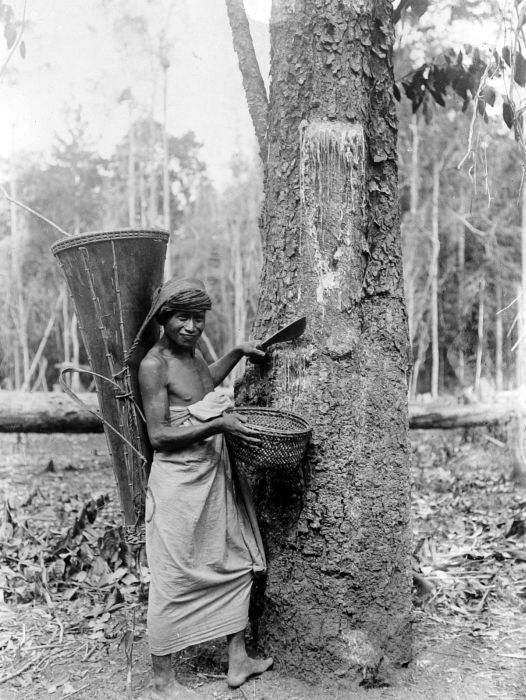
Récolte de copal sur l'île de Célèbes, avant 1940. Tropenmuseum

- Agathis alba Rumph. ex Jeffrey
- Agathis celebica (Koord.) Warb.
- Agathis loranthifolia Salisb.
- Dammara alba Rumph. ex Hassk.
- Pinus dammara Lamb.